# Ilue
L'Ilue és una llengua que es parla a l'estat de Akwa Ibom, al sud-est de Nigèria. Es parla a la LGA d'Oron.
L'ilue és una llengua de la subfamília lingüística de les llengües del baix Cross, que formen part de les llengües Benué-Congo. Crozier and Blench van llistar-la com una llengua independent. L'ús de l'ilue està disminuint en favor de l'efik i de l'ebughu. La majoria dels seus parlants són adults
L'etnologue xifra que el 1988 hi ha 5.000 parlants d'ibuoro.
El 95% dels ilue-parlants són seguidors de les religions cristianes: el 8% pertanyen a esglésies evangèliques, el 60% són protestants i el 40% són d'esglésies independents. El 5% restant són seguidors de religions tradicionals africanes.